# Nada Surf
Nada Surf je americká alternativní rocková skupina založená v New Yorku v roce 1992 ve složení Matthew Caws (kytara, zpěv), Ira Elliot (bicí) a Daniel Lorca (baskytara, doprovodné vokály).

## Historie
Zpočátku vystupovali pod názvem Helicopter, ale následně se přejmenovali na Nada Surf. V roce 1995 se k nim přidal bubeník Ira Elliot. Následující rok se seznámili s Ricem Ocasekem, bývalým frontmanem skupiny Cars. Ten následně produkoval jejich debutové album High/Low. Přestože zažili výrazný úspěch se singlem „Popular“ a hodně koncertovali, jejich následné album The Proximity Effect nebylo jejich vydavatelstvím Elektra přijato dobře. Skupina proto z vydavatelství odešla.
Počátkem roku 2000 chodili členové běžně do zaměstnání a zároveň pokračovali v tvorbě hudby. V roce 2002 vydali kritikou oceňované album Let Go. Mezi jejich další alba patřily The Weight Is a Gift (2005), Lucky (2008), album coververzí If I Had a Hi-Fi (2010) a The Stars Are Indifferent to Astronomy (2012). V roce 2016 vydali osmé studiové album You Know Who You Are, na které navázali v roce 2020 albem Never Not Together. Desáté studiové album, Moon Mirror, vydali v září 2024.

## Členové skupiny

### Současní členové
- Matthew Caws – zpěv, kytara (1992–současnost)
- Daniel Lorca – basová kytara, dobrovolné vokály (1992–současnost)
- Ira Elliot – bicí, dobrovolné vokály (1995–současnost)[4][5]
- Louie Lino – klávesy[6] (1992–současnost)

### Bývalí členové
- Aaron Conte – bicí (1993–1995)

### Členové při turné
- Daniel Brummel – basová kytara, dobrovolné vokály (2016)
- Martin Wenk – trubka, klávesy, xylofon
- Doug Gillard – kytara, dobrovolné vokály (2012–2019)[7]

## Diskografie
- High/Low (1996)
- The Proximity Effect (1998)
- Let Go (2002)
- The Weight Is a Gift (2005)
- Lucky (2008)
- If I Had a Hi-Fi (2010)
- The Stars Are Indifferent to Astronomy (2012)
- You Know Who You Are (2016)
- Never Not Together (2020)
- Moon Mirror (2024)